# Assassin’s Creed III
Assassin’s Creed III (kurz AC III) ist ein im Jahr 2012 veröffentlichtes Videospiel aus dem Hause Ubisoft. Es ist der insgesamt fünfte Teil der Assassin’s-Creed-Reihe und der dritte Haupttitel. Wie sein Vorgänger ist der Titel aus dem Genre Action-Adventure. Assassin’s Creed III wurde im Oktober 2012 für PlayStation 3 und Xbox 360 und Im November 2012 für Microsoft Windows und Wii U veröffentlicht. Am 29. März 2019 erschien eine Remastered-Version für PC, PlayStation 4 und Xbox One und Mitte Mai 2019 für Nintendo Switch.

## Szenario
Wie schon in den Vorgängerteilen spielt man in Assassin’s Creed III Desmond Miles, der mittels einer speziellen Maschine, dem Animus, die Erinnerungen seiner Vorfahren nacherlebt. Leitmotiv ist wie zuvor der ewige Konflikt zwischen dem Geheimbund der Assassinen und dem Templerorden. Während die Templer die Welt kontrollieren wollen, um ihr Frieden zu bringen, wollen die Assassinen sie genau davon abhalten und die Freiheit der Menschen verteidigen. Desmond und seine Vorfahren arbeiten dabei für die Assassinen.
In Assassin’s Creed III steht ein neuer Protagonist im Mittelpunkt, Ratonhnhaké:ton genannt Connor, seines Zeichens halb Brite, halb Mohawk-Indianer. Die Binnenhandlung von Assassin’s Creed III spielt während der Amerikanischen Revolution und dem daraus resultierenden Unabhängigkeitskrieg zwischen 1753 und 1783. Wie in den Vorgängern treten zahlreiche historische Persönlichkeiten im Spiel auf, darunter George Washington, Benjamin Franklin, Thomas Jefferson, John Hancock, Samuel Adams, Charles Lee, William Johnson, Israel Putnam, Benjamin Tallmadge, Paul Revere, William Dawes, Samuel Prescott, William Prescott, John Pitcairn, Edward Braddock, König George III., General Lafayette und Friedrich Wilhelm von Steuben.
Im Spiel kann der Spieler die Städte Boston und New York City erkunden. Außerdem existiert ein weitläufiges Gebiet namens Grenzland um die Städte Lexington und Concord, in dem man Jagd auf Tiere machen und diverse Nebenmissionen erfüllen kann. In einigen Missionen erkundet man zudem Teile der amerikanischen Ostküste per Schiff.

## Handlung
Zu Beginn des Spiels betritt Desmond an der US-Ostküste gemeinsam mit seinen Mitstreitern Rebecca, Shaun und seinem Vater William den Großen Tempel der Ersten Zivilisation, ehemals technisch hoch entwickelten Wesen, die einst die Menschheit als ihre Sklavenrasse erschufen. Sie hinterließen Artefakte, sogenannte Edensplitter, mit denen mächtige Illusionen erzeugt und Menschen manipuliert werden können. Im Tempel hoffen Desmond und seine Begleiter neue Informationen über die Erste Zivilisation zu finden, um den am 21. Dezember 2012 befürchteten Weltuntergang zu verhindern. Mit dem zuvor hart erkämpften Edenapfel gelangen sie ins Innere des Tempels, wo eine Barriere den weiteren Zugang verhindert. Für die Öffnung dieser Barriere wird ein Schlüssel benötigt, der von einem Vorfahren Desmonds verborgen wurde. Um zu erfahren, wo dieser zu finden ist, steigt Desmond in den Animus und durchlebt zunächst die Erinnerungen seines Vorfahren Haytham Kenway.
Die Handlung im Animus beginnt 1754 während einer Aufführung im Londoner Theatre Royal. Haytham ermordet einen Mann namens Miko und stiehlt diesem ein Medaillon, von dem er und seine Mitstreiter glauben, dass es Zugang zu einer verborgenen Lagerstätte der Ersten Zivilisation ermöglicht. Nachdem er von seinem Erfolg berichtet hat, wird Haytham in die amerikanischen Kolonien entsandt, um die Stätte ausfindig zu machen. Während der Überfahrt an Bord des Handelsschiffes Providence verhindert er die Meuterei eines Besatzungsmitglieds, der Haytham wegen des Attentats im Opernhaus töten wollte. In Boston angekommen, trifft sich Haytham zunächst mit Charles Lee und bringt mit seiner Hilfe vier Männer zusammen, die ihn unterstützen sollen: William Johnson, Thomas Hickey, Benjamin Church und John Pitcairn. Er befreit auch eine Gruppe von Mohawk-Sklaven, da er glaubt, dass dies bei seiner Mission hilfreich sein würde. Eine der Mohawks, Kaniehtí:io, erklärt sich bereit, Haytham bei seiner Suche nach der Vorläuferstätte zu helfen, unter der Bedingung, dass er den General Edward Braddock tötet, der für die Versklavung ihres Volkes verantwortlich ist. Nachdem er seine Bewegungen während des Siebenjährigen Krieges verfolgt hat, tötet Haytham Braddock, als dieser sich aus einer Schlacht zurückzieht. Kaniehtí:io zeigt Haytham anschließend den Eingang zum Großen Tempel, wo er feststellt, dass das Medaillon, das er bei sich trägt, ihn nicht öffnen kann. In diesem Moment offenbaren beide ihre Gefühle zueinander und beginnen eine Beziehung. Wenig später versammelt sich Haytham mit seinen Verbündeten, und dem Spieler wird enthüllt, dass er ein Templer ist, als er Charles Lee als neues Mitglied in den Orden einführt.
Anschließend wechselt die Geschichte zu dem fünfjährigen Ratonhnhaké:ton, Haythams gemeinsamen Sohn mit Kaniehtí:io. Als dieser gerade im Wald Verstecken spielt, wird er von Charles Lee und seinen Leuten gefunden, die ihm Informationen entlocken wollen. Ratonhnhaké:ton wird bewusstlos geschlagen, und als er in sein Dorf zurückkehrt, steht es lichterloh in Flammen. Er versucht, seine Mutter zu retten, kann ihr aber nicht helfen, woraufhin sie vor seinen Augen in den Flammen stirbt. Einige Jahre später trifft sich ein jugendlicher Ratonhnhaké:ton mit der Stammesmutter, um zu erfahren, warum sein Stamm nicht flieht oder sich gegen die immer mehr Land in Besitz nehmenden Kolonisten wehrt. Daraufhin zeigt diese ihm einen Edensplitter und erklärt ihm, es sei seit jeher die Aufgabe ihres Stammes, dieses Artefakt und dieses Land zu hüten. Bei Ratonhnhaké:ton löst der Edensplitter eine Vision mit der Göttin Juno – eigentlich eine Vertreterin der Ersten Zivilisation – aus, in welcher sie ihn darüber informiert, dass bald sein Dorf zerstört und seine Leute abgeschlachtet werden, wenn er nicht das Tal verlässt. Juno zeigt ihm das Symbol der Assassinen-Bruderschaft und sagt, er müsse diesen Pfad folgen, um sein Volk vor dem Untergang zu bewahren. Nachdem Ratonhnhaké:ton der Stammesmutter von seiner Vision berichtet hat, erlaubt sie ihm zu gehen und gibt ihm den Hinweis, dass er einen Mann namens Achilles Davenport finden soll, der ihm weiterhelfen kann.
So verlässt Ratonhnhaké:ton im Jahr 1769 sein Dorf und gelangt nach längerem Fußmarsch zum alten Davenport-Herrenhaus, wo er auf Achilles trifft. Der verbitterte Assassine, dessen koloniale Bruderschaft in Nordamerika vor Jahren durch die Templer vernichtet wurde, weigert sich zunächst, ihn zum Kämpfer auszubilden. Nachdem Ratonhnhaké:ton das Herrenhaus vor Banditen beschützt hat, ändert Achilles seine Meinung und weiht den Jungen schließlich in die Kunst der Assassinen ein. Auf Achilles Vorschlag hin nimmt Ratonhnhaké:ton den Namen seines verstorbenen Sohnes Connor an, damit er sich in den Kolonien freier bewegen kann. Jahre des Trainings vergehen, in denen Connor viel über das Leben der Kolonisten lernt und neue Kontakte knüpft, darunter auch Samuel Adams und Robert Faulkner. Von letzterem bekommt Connor ein eigenes Schiff, die Aquila, überreicht, mit dem er die nordamerikanische Ostküste patrouillieren kann.
Nachdem Connor zu einem vollwertigen Assassinen ausgebildet wurde, beginnt er 1773 damit, den Einfluss der Templer auf die Kolonien zu schwächen. Als erstes tötet er William Johnson, der versucht hat, das Land zu kaufen, auf dem Connors Volk lebt. Er beteiligt sich auch an die zeitgleich beginnende Revolution in den Kolonien mit der Aussicht, die Autonomie seines Volks durch die Unterstützung der Patrioten zu sichern. Als der amerikanische Unabhängigkeitskrieg 1775 in vollem Gange ist, tötet Connor den Anführer der britischen Streitkräfte bei Bunker Hill, John Pitcairn. Dabei findet er heraus, dass der Templer Thomas Hickey ein Attentat auf George Washington, dem Oberbefehlshaber der Kontinentalarmee, plant. In New York kann Connor Hickey ausfindig machen, beide werden aber nach einem kurzen Handgemenge ins Gefängnis gesteckt. Während Hickey durch den Einfluss der Templer nicht lange inhaftiert bleibt, wird Connor die Verschwörung gegen Washington angehängt und zum Tode durch den Strang verurteilt. Glücklicherweise gelingt es Achilles und seinen Mitstreitern, Connor bei seiner Hinrichtung zu befreien. Connor stürmt dann hinter Hickey her und tötet ihn, bevor der Templer Washington ermorden kann.
Im Winter 1777 trifft sich Connor mit Washington, der ihm mitteilt, dass Benjamin Church wichtige Güter der Kontinentalarmee gestohlen hat. Als Connor nach Hinweisen in einer verlassenen Kirche sucht, wird er von seinem Vater Haytham überrascht. Dieser enthüllt, dass er ebenfalls auf der Suche nach Church ist, da er die Templer verraten haben soll. Daraufhin beschließen Connor und Haytham, trotz ihrer Differenzen zusammenzuarbeiten, um den Verräter gemeinsam zu finden. In einer New Yorker Brauerei gelangen sie an weitere Informationen, laut denen Church mit seinem Schiff in die Karibik geflohen ist. Connor und Haytham benutzen die Aquila, um Church zu verfolgen, und nach einem Seegefecht gelingt es ihnen, den Templer zu töten sowie die gestohlenen Waren zu bergen.
Connor wird während seinen Missionen hin- und hergerissen, da er nun glaubt, seinen Vater auf die Denkweise der Assassinen zurückführen zu können. Eines Tages jedoch entdeckt Haytham am Stützpunkt der Patrioten einen Brief, in welchem Washington die Beseitigung aller indigenen Stämme aus dem Land, einschließlich Connors Volk, anordnet, da einige von ihnen die Briten unterstützen sollen. Haytham enthüllt auch, dass Washington damals den Angriff befohlen hat, bei dem Connors Mutter starb. Connor wendet sich daraufhin wütend von beiden ab und kehrt in sein Dorf zurück, wo er erfährt, dass die Stammesmutter Mohawk-Krieger ausgesandt hat, um gegen die vorrückenden Patrioten zu kämpfen. Um Konflikte zu vermeiden, hält der Assassine seine Landsleute davon ab, die Truppen anzugreifen, ist jedoch gezwungen, seinen engsten Jugendfreund Kanen'tó:kon zu töten, der von Charles Lee beeinflusst wurde.
Während Desmond Connors Erinnerungen erforscht, wird er gelegentlich aus dem Animus geholt, um Energiezellen zu bergen, die für die Aktivierung des Großen Tempels von Bedeutung sind. Diese Zellen findet er unter anderem in Manhattan und São Paulo. Dabei trifft Desmond auf Daniel Cross, einem Templer-Agenten, der es sich zum Ziel gemacht hat, verbliebene Mitglieder der Assassinen-Bruderschaft zu töten. Als Shaun eine weitere Energiezelle in Kairo lokalisieren kann, bietet William an, diese selbst zu holen, während Desmond im Animus weiter nach dem Schlüssel sucht. Jedoch wird William von den Templern gefangen genommen und nach Rom zu ihrer Abstergo-Forschungseinrichtung gebracht, wo sie auch Desmond einst festhielten. In einer Videonachricht fordert Dr. Warren Vidic Desmond dazu auf, ihm im Austausch für seinen Vater den Eden-Apfel zu bringen. Daraufhin reist Desmond zur Einrichtung und tötet dort zunächst Cross nach einer kurzen Verfolgungsjagd. Anschließend konfrontiert er Vidic in seinem Büro, wo er den Apfel benutzt, um den Templer und seine Wachen zu töten. Desmond rettet anschließend William aus der Abstergo-Einrichtung und kehrt mit ihm zum Großen Tempel zurück.
Nachdem Connor die meisten hochrangigen Templer eliminieren konnte, bleibt 1778, abgesehen von seinem Vater, nur noch Charles Lee übrig. Während der Assassine die Kontinentalarmee bei der Schlacht von Monmouth unterstützt, kommt er dahinter, dass Lee versucht hatte, den Ausgang der Schlacht zu sabotieren. Lee wird von Washington dafür getadelt, jedoch verschont dieser sein Leben. 1781, als die Patrioten kurz vor ihrem Sieg stehen, findet Connor heraus, dass Lee sich im Fort George in New York verschanzt hat. Indem Connor mit der Aquila den Franzosen bei der Seeschlacht vor der Chesapeake Bay hilft, sichert er sich die Unterstützung des Generals Lafayette, der daraufhin das Fort bombardieren lässt. Inmitten des Chaos nutzt der Assassine die Gelegenheit, sich unbemerkt hineinzuschleichen, um Lee zu töten. Er wird jedoch von Haytham angegriffen, der ihm sagt, dass Lee längst entkommen ist, woraufhin es zum Kampf zwischen den beiden kommt. Connor erkennt, dass sein Vater sich niemals ändern wird, und tötet ihn mit seiner versteckten Klinge. In seinen letzten Worten erklärt Haytham, dass er in gewisser Weise stolz auf seinen Sohn sei und dass er ihn schon lange vorher hätte töten sollen.
Connor nimmt die Spur des flüchtigen Lee auf und findet diesen in Boston. Es kommt zu einer Verfolgungsjagd auf einer Schiffswerft, bei der sowohl Connor als auch Lee schwer verletzt werden. Lee entkommt erneut, doch Connor kann ihn in einer Taverne ausfindig machen, wo er ihn schließlich tötet. Er nimmt Haythams Medaillon aus Lees Leiche und kehrt einige Monate später in sein Dorf zurück, nur um festzustellen, dass seine Landsleute inzwischen woanders hingezogen sind. Connor hebt den Edensplitter auf, den sie zurückließen, woraufhin Juno ihm erneut erscheint. Sie weist ihn an, das Medaillon, das sich als der gesuchte Schlüssel entpuppt, dort zu verstecken, wo es sonst niemand findet. Der Assassine akzeptiert dies und begräbt den Schlüssel im Grab von Achilles verstorbenem Sohn Connor Davenport.
Mit dieser Information reist Desmond zum Grab von Connor Davenport und findet den Schlüssel. Zurück im Tempel öffnet sich die Barriere und die Gruppe findet ein weiteres Artefakt, eine Kugel, vor sich. Minerva, eine weitere Angehörige der Ersten Zivilisation, erscheint der Gruppe und warnt Desmond davor, die in der Kugel eingesperrte Juno zu befreien, da diese die Absicht hege, die Menschheit zu versklaven. Juno dagegen prophezeit Desmond eine düstere Zukunft, sollte er auf Minerva hören: Der Sonnensturm würde viele Menschen töten, doch die Menschheit selbst würde überleben. Desmond würde die Menschen als ihr geistiges Oberhaupt in eine neue Zukunft führen. Viele Jahre nach seinem Tod jedoch würden die Menschen Desmond als Gott verehren, ihn für ihre eigenen Zwecke instrumentalisieren und damit erneut ein finsteres Kapitel der Menschheit einläuten. Würde Desmond die Kugel berühren, wäre die Menschheit gerettet. Desmond entscheidet sich dafür, Juno zu befreien und sie selbst aufzuhalten. Er schickt seine Begleiter fort, um sich Juno allein zu stellen. Als er die Kugel berührt, fällt er tot zu Boden. In einer kurzen Zwischensequenz berichtet ein Nachrichtensprecher von weltweit auftretenden Naturkatastrophen, ausgelöst durch den Sonnensturm, das Schlimmste sei jedoch überstanden. Wieder zurück im Tempel spricht die befreite Juno davon, dass die Welt gerettet sei, Desmond seine Rolle gespielt habe und es nun Zeit sei, dass sie die ihrige spiele.

## Spielprinzip
Assassin’s Creed III ist wie seine Vorgänger ein Open-World-Spiel. Zwischen den Missionen kann man die Spielwelt erkunden, Nebenmissionen erfüllen oder Gegenstände sammeln. Die Integration von Nebenmissionen in die freie Welt wurde verbessert: Oftmals braucht man eine Mission nur einmal anzunehmen und kann sie dann jederzeit erfüllen; das Ziel wird, falls möglich, permanent auf der Karte markiert, und man wird auf die Mission hingewiesen, sobald man sich in der Nähe aufhält.
Das Kampfsystem basiert darauf, im richtigen Moment die richtige Taste zu drücken, um verschiedene Angriffe auszuführen oder einen Angriff zu kontern. Dabei sind verschiedene Vorgehensweisen bei unterschiedlichen Gegnertypen effektiv: Während man bei einem Gegner Angriffe kontern sollte, ist es bei einem anderen vielleicht sinnvoller, ihn zu entwaffnen und dann anzugreifen oder ihn in ein Umgebungsobjekt zu stoßen. Angreifende Gegner werden mit einem Pfeil über dem Kopf gekennzeichnet, der gerade anvisierte Gegner ist mit einem weißen Schimmer hervorgehoben. Das richtige Timing für Tastendrücke muss man jedoch durch Übung selbst herausfinden. Das Waffenarsenal wurde angepasst: Neben den serietypischen versteckten Klingen am Unterarm, die auch als Messer genutzt werden können, und konventionellen Waffen wie Schwertern und Äxten, trägt man ein Tomahawk, eine, später zwei, Pistolen sowie Pfeil und Bogen. Außerdem besitzt man an Seilen befestigte Messer, mit denen man Gegner an sich heranziehen oder sogar an Bäumen hängen kann, Giftpfeile, Sprengfallen und Rauchbomben.
Eine Erweiterung hat das Suchsystem erfahren: Während man in den vorherigen Teilen nur entweder gesucht oder eben nicht gesucht sein konnte, gibt es nun drei Stufen der Verfolgung; mit jeder Stufe werden Wachen aufmerksamer, auf der letzten Stufe werden sogar mehr Wachen und ein besonderer Gegnertyp eingesetzt. Während der Suchstatus durch Verbrechen steigt, kann man ihn durch das Entfernen von Suchplakaten und das Bestechen von Stadtschreiern und Druckern senken.
Das Warensystem wurde überarbeitet: Man ist Herr einer kleinen Siedlung, für die man Bewohner anwerben kann. Diese bieten ihrerseits Missionen an, für die man mit Ausbauten des entsprechenden Betriebs belohnt wird. Man kann Rohstoffe einkaufen oder sammeln und diese von den Einwohnern der Siedlung zu Handelswaren verarbeiten lassen, die man dann mittels Konvois an zuvor besuchte Händler in der Spielwelt gewinnbringend verkaufen kann. Auch Kapazitätsupgrades (für Munition etc.) und bestimmte Waffen lassen sich so herstellen. Für alle Herstellungsprozesse benötigt man Pläne, die man entweder in der Spielwelt findet oder als Missionsbelohnung erhält.
Auch das Rekrutensystem kehrt zurück: In den je drei Bezirken der beiden Städte sind die Templer auf unterschiedliche Art und Weise aktiv, beispielsweise indem sie Männer zwangsrekrutieren, Händlerpreise manipulieren oder die Verbreitung von Epidemien begünstigen. Wenn man diese Bestrebungen in Nebenmissionen unterbindet und damit den Bezirk „befreit“, schließt sich die entsprechende Person dem Assassinenorden an und bringt eine spezielle Fähigkeit mit sich, wie einen Aufruhr anzetteln oder einen Hinterhalt legen. Man kann die Rekruten auch auf Missionen in die verschiedenen Kolonien schicken, wodurch auch diese vom Templereinfluss befreit werden und die Rekruten Erfahrung gewinnen und im Rang aufsteigen können.
Neu ist das Jagdsystem: Der Protagonist kann im Grenzland Tiere jagen, um an Pelze und andere wertvolle Gegenstände zu gelangen. Diese können dann in der Siedlung verarbeitet oder direkt verkauft werden. Bei der Jagd kann man Hinweisen nachgehen, um Fährten aufzunehmen, sich durch Gebüsch oder über Bäume an potenzielle Beute anschleichen oder Fallen stellen. Von Zeit zu Zeit wird man auch selbst von Tieren angegriffen, diese Kämpfe laufen als Quick-Time-Event ab und variieren je nach Angreifer im Schwierigkeitsgrad.

## Synchronisation
Die deutschsprachige Übersetzung und Synchronisation erfolgte durch die mouse-power GmbH.
| Rolle                           | Englischer Synchronsprecher | Deutscher Synchronsprecher  |
| ------------------------------- | --------------------------- | --------------------------- |
| Abenteurer                      | ?                           | Sven Hasper                 |
| Achilles Davenport              | Roger Aaron Brown           | Jürgen Kluckert             |
| Amanda Bailey                   | Dawn Ford                   | Andrea Aust                 |
| Animus-Stimme                   | Jennifer Seguin             | Heike Hagen                 |
| Benedict Arnold (DLC)           | Graham Cuthbertson          | Oliver Siebeck              |
| Benjamin Church                 | Graham McTavish             | Uwe Jellinek                |
| Benjamin Franklin               | Rick Jones                  | Michael Nowka               |
| Benjamin Tallmadge              | ?                           | Baki Davrak/Oliver Rohrbeck |
| Catherine (Siedlung)            | ?                           | Arianne Borbach             |
| Catherine Kerr                  | Elle Newlands               | Bianca Krahl                |
| Charles Lee                     | Neil Napier                 | Till Hagen                  |
| Connor Kenway (Ratonhnhaké:ton) | Noah Watts                  | Dennis Schmidt-Foß          |
| Corinne (Siedlung)              | ?                           | Ulrike Lau                  |
| Cutter                          | ?                           | Wolfgang Wagner             |
| Cyrus                           | ?                           | Matti Klemm                 |
| Dave Walston (Big Dave)         | JB Blanc                    | Bernd Rumpf                 |
| David Clutterbuck               | ?                           | Wolfgang Wagner             |
| Daniel Cross                    | Danny Blanco Hall           | Julius Jellinek             |
| Deborah „Dobby“ Carter          | Angela Galuppo              | Arianne Borbach             |
| Desmond Miles                   | Nolan North                 | Thomas Friebe               |
| Diana (Siedlung)                | Elle Newlands               | Tina Hasenay                |
| Doktor                          | ?                           | Joachim Tennstedt           |
| Dr. Lyle White (Siedlung)       | Alex Ivanovici              | Norman Matt                 |
| Duncan Little                   | Julian Casey                | Volker Wolff                |
| Edward Braddock                 | Carlo Mestroni              | Tilo Schmitz                |
| Ellen (Siedlung)                | ?                           | Bianca Krahl                |
| George Washington               | Robin Atkin Downes          | Reinhard Kuhnert            |
| Godfrey (Siedlung)              | Harry Standjofski           | Oliver Rohrbeck             |
| Harold Ring                     | ?                           | Michael Nowka               |
| Haytham Kenway                  | Adrian Hough                | Dietmar Wunder              |
| Hinkebein                       | ?                           | Markus Pfeiffer             |
| Israel Putnam                   | Andreas Apergis             | Andreas Müller              |
| Jacob Zenger                    | Danny Blanco Hall           | Tobias Kluckert             |
| Jaime Colley                    | Marcel Jeannin              | Michael Hansonis            |
| James                           | ?                           | Karlo Hackenberger          |
| James Barrett                   | Jonathan Walker             | Stefan Gossler              |
| John Anderson                   | ?                           | Baki Davrak                 |
| John Fraser                     | ?                           | Joachim Tennstedt           |
| John Parker                     | Vlasta Vrana                | Volker Wolf                 |
| John Pitcairn                   | Robert Lawrenson            | Helmut Gauß                 |
| Juno                            | Nadia Verrucci              | Claudia Gahrke              |
| Kanen'tó:kon                    | Akwiratékha Martin          | Karlo Hackenberger          |
| Kaniehtí:io                     | Kaniehtiio Horn             | Tanya Kahana                |
| Kapitän                         | ?                           | Tilo Schmitz                |
| Kutscher                        | ?                           | Patrick Tavanti             |
| Lance                           | ?                           | Klaus Lochthove             |
| Mason Weems (Gefängnis)         | Tod Fennell                 | René Dawn-Claude            |
| Matrose Louis Mills             | ?                           | Florian Halm                |
| Marquis de Lafayette            | Vince Corazza               | Martin Nunez                |
| Minerva                         | Margaret Easley             | Martina Treger              |
| Mr. Harrison                    | ?                           | Fritz Rott                  |
| Mr. Little                      | ?                           | Oliver Siebeck              |
| Myriam (Anwesen)                | ?                           | Debora Weigert              |
| Nicholas Biddle                 | Fred Tatasciore             | Joachim Kaps                |
| Norris aka Maurice (Siedlung)   | ?                           | Martin Kautz                |
| Oliver (Siedlung)               | David Francis               | Udo Schenk                  |
| Patrick O’Hara                  | ?                           | Jan Andres                  |
| Paul Revere                     | Bruce Dinsmore              | Charles Rettinghaus         |
| Peter Bunyon                    | ?                           | Uwe Büschken                |
| Prudence (Siedlung)             | Lucinda Davis               | Iris Artajo                 |
| Quincent                        | ?                           | Gregor Höppner              |
| Radio-Sprecher                  | ?                           | Matti Klemm                 |
| Rebecca Crane                   | Eliza Schneider             | Michaela Breit              |
| Reginald Birch/Kanonier         | Gideon Emery                | Jochen Schröder             |
| Richard Clutterbuck             | ?                           | Johannes Berenz             |
| Robert Faulkner                 | Kevin McNally               | Axel Lutter                 |
| Rupert Martin                   | Tony Robinow                | Udo Schenk                  |
| Samuel Adams                    | Mark Lindsay Chapman        | Detlef Bierstedt            |
| Samuel Prescott                 | ?                           | Udo Schenk                  |
| Schiffsarzt                     | ?                           | Joachim Tennstedt           |
| Shaun Hastings                  | Danny Wallace               | Philipp Schepmann           |
| Silas Thatcher                  | ?                           | Uwe Büschken                |
| Stadtschreier                   | ?                           | Jan Kurbjuweit              |
| Stéphane Chapeau                | Shawn Baichoo               | Stefan Krause               |
| Terence aka Terry (Siedlung)    | ?                           | Marcel Collé                |
| Thomas Hickey                   | Allen Leech                 | Matti Klemm                 |
| Vater Timothy (Siedlung)        | ?                           | Uwe Büschken                |
| Warren (Siedlung)               | ?                           | Richard Barenberg           |
| Warren Vidic                    | Phil Proctor                | Rainer Delventhal           |
| William Johnson                 | Guy Sprung                  | Lutz Riedel                 |
| William Miles                   | John de Lancie              | Bodo Wolf                   |
| William Molineux                | ?                           | Joachim Tennstedt           |

## Entwicklung
Die Entwicklung von Assassin’s Creed III begann unmittelbar nach der Veröffentlichung von Assassin’s Creed II im Jahr 2009. Im Jahr 2010 erklärte Jean-François Boivin von Ubisoft, dass in jedem Hauptteil der Reihe ein neuer Hauptcharakter und eine neue Umgebung vorkommen würden. Am 8. November 2011 gab Ubisofts CEO Yves Guillemot bekannt, dass ein neues Assassin’s Creed im Jahr 2012 veröffentlicht werde.
Im Januar 2012 wurden, offenbar über ein Informationsleck bei Ubisoft, Details zum kommenden Assassin’s Creed bekannt, darunter erstmals der Handlungsort des Titels während der Amerikanischen Revolution.
Im Februar 2012 gab Ubisoft schließlich offiziell die Veröffentlichung von Assassin’s Creed III bekannt, als Veröffentlichungsdatum in Nordamerika wurde der 30. Oktober 2012 festgelegt. Am 1. März 2012 veröffentlichte Ubisoft das offizielle Verpackungsmotiv und bestätigte, dass das Spiel während der Amerikanischen Revolution spielt.
Eine detaillierte Vorstellung von Assassin’s Creed III erfolgte am 5. März 2012 in Form eines Trailers. Ubisoft beschrieb das Spiel als das „höchst ambitionierte“ Projekt in der Geschichte des Unternehmens, da es im Vergleich zu den Vorgängern mit der doppelten Produktionskapazität umgesetzt werde. Das Spiel werde mit einer neuen Engine namens AnvilNext, für verbesserte Visualisierung, Charaktermodelle und bessere künstliche Intelligenz entwickelt. Durch die neue Engine sollen zudem Schlachtfelder voller Soldaten möglich sein.
Auf der E3 2012 wurden weitere Details sowie die Wii-U-Version des Spiels vorgestellt. Der Spieler hat dabei die Möglichkeit, Waffen durch Gesten zu wechseln, und die Karte ist jederzeit auf dem Wii-U-Gamepad einsehbar. Außerdem wurden Details zum Mehrspieler-Modus veröffentlicht; dieser soll zwölf Unter-Modi haben, und es soll darin möglich sein, Soldaten des englischen Militärs und weibliche Figuren zu spielen.

## Veröffentlichung
Abhängig von der Handelskette erhielten Vorbesteller von Assassin’s Creed III unterschiedliche Boni. In Deutschland waren dies bei GameStop das Add-on Rotrock mit der Mehrspielerfigur „Der Rotrock“, dem Emblem „Die Schlange“, dem Relikt „Doktorpuppe“, dem Bild „Der Doktor“ und dem Titel „Der Doktor“.; bei Amazon das Add-on Kapitän der Aquila mit der Einzelspielerwaffe „Das Enterbeil“ und dem Skin „Uniform des Kapitäns der Aquila“.; bei diversen Einzelhändlern das Add-on Kolonialer Assassine mit der Einzelspielerwaffe „Schottische Steinschlossbüchse“ und dem Skin „Traditionelle Montur eines Kolonialen Assassinen“.
Neben der Veröffentlichung auf Blu-ray-Disc bietet Sony Computer Entertainment Europe alternativ eine digitale Version des Titels zum Herunterladen via PlayStation Store an. Diese erschien als Classic Version, als Gold Edition inklusive Rabatt auf kommende herunterladbare Inhalte und zusätzlichen Einzel- und Mehrspielerinhalten und als Paket („Bundle“) mit Assassin’s Creed III: Liberation für PlayStation Vita.
Am 29. März 2019 wurde eine grafisch überarbeitete Fassung mit dem Zusatz Remastered für PlayStation 4, Xbox One und Windows veröffentlicht, die Nintendo-Switch-Version folgte am 21. Mai 2019. Diese Fassung bietet je nach System eine Auflösung von bis zu 4K sowie verbesserte Licht- und Schatteneffekte. Darüber hinaus beinhaltet sie sowohl alle bis dahin erschienenen Zusatzinhalte als auch eine HD-Portierung des Spin-Offs Liberation. Alle zusätzlichen Inhalte sind direkt im Spiel integriert bzw. auf der Disc vorhanden und müssen nicht separat heruntergeladen werden.

### Sondereditionen
Neben der Standardversion des Spiels wird es mehrere Sondereditionen von Assassin’s Creed III geben:
- Die Freedom Edition beinhaltet die Verkaufsversion des Spiels in einer Steelbook-Hülle mit einer Zeichnung des Comiczeichners Alex Ross. Die Edition beinhaltet des Weiteren eine Sammler-Box, eine exklusive Assassin’s-Creed-Lithographie, eine 24 cm hohe Connor-Figur, das Tagebuch von George Washington sowie die Einzelspieler-Missionen Hauch des Krieges und Verschollene Maya-Ruinen und das Mehrspieler-Paket Scharfschütze.[24]
- Die Join Or Die Edition beinhaltet die Verkaufsversion des Spiels sowie eine Sammler-Box, das Tagebuch von George Washington und Connors Medaillon der Assassinen. Außerdem sind die Einzelspieler-Mission Hauch des Krieges und das Mehrspieler-Paket Scharfschütze enthalten.[24]
- Die Special Edition beinhaltet die Verkaufsversion des Spiels in einer speziellen Verpackung. Zusätzlich bietet diese Edition die Einzelspieler-Mission Ein gefährliches Geheimnis und als exklusive Waffe die Schottische Steinschlossbüchse.[24]
- Die UbiWorkshop Edition beinhaltet die Verkaufsversion des Spiels, die zweite Edition der Assassin’s-Creed-Enzyklopädie sowie zwei Comics über Assassin’s Creed: Subject 4.[25]
- Die Limited Edition beinhaltet die Verkaufsversion des Spiels, eine 24 cm hohe Connor-Figur, eine gestickte Kolonial-Flagge (71 cm × 120 cm) und eine Gürtelschnalle aus Metall mit Assassinen-Logo. Außerdem ist die Einzelspieler-Mission Verschollene Maya-Ruinen enthalten.[26] Diese Version soll nur in Amerika erscheinen.

| Inhalte                                          | Standard (Konsolen & PC) | Special Edition (Konsolen & PC) | Join or Die Edition (Konsolen & PC) | Freedom Edition (Konsolen & PC)                     | UbiWorkshop Edition (Konsolen) | Limited Edition (Konsolen)    |
| ------------------------------------------------ | ------------------------ | ------------------------------- | ----------------------------------- | --------------------------------------------------- | ------------------------------ | ----------------------------- |
| Spieledisk                                       | ja                       | ja                              | ja                                  | ja                                                  | ja                             | ja                            |
| Exklusive Verpackung                             | nein                     | ja                              | ja                                  | ja (Steelbook-Hülle mit Zeichnung von Alex Ross)    | nein                           | ja                            |
| Tagebuch von George Washington                   | nein                     | nein                            | ja                                  | ja                                                  | nein                           | nein                          |
| 24 cm hohe Connor-Figur                          | nein                     | nein                            | nein                                | ja                                                  | nein                           | ja                            |
| Connors Medaillon der Assassinen                 | nein                     | nein                            | ja                                  | nein                                                | nein                           | nein                          |
| Gestickte Kolonial-Flagge (71 cm × 120 cm)       | nein                     | nein                            | nein                                | nein                                                | nein                           | ja                            |
| Exklusive Assassin’s-Creed-Lithographie          | nein                     | nein                            | nein                                | ja                                                  | nein                           | nein                          |
| Gürtelschnalle aus Metall mit Assassinen-Logo    | nein                     | nein                            | nein                                | nein                                                | nein                           | ja                            |
| Einzelspieler-Mission                            | nein                     | ja (Ein gefährliches Geheimnis) | ja (Hauch des Krieges)              | ja (Hauch des Krieges und Verschollene Maya-Ruinen) | nein                           | ja (Verschollene Maya-Ruinen) |
| Mehrspieler-Pakete                               | nein                     | nein                            | ja (Scharfschütze)                  | ja (Scharfschütze)                                  | nein                           | nein                          |
| Zweite Edition der Assassin’s-Creed-Enzyklopädie | nein                     | nein                            | nein                                | nein                                                | ja                             | nein                          |
| Comic: Assassin’s Creed: Subject 4               | nein                     | nein                            | nein                                | nein                                                | ja                             | nein                          |

## Rezeption
Am 30. März 2012 verkündete Ubisoft, dass in den drei Wochen seit Start der Vorverkaufsphase von Assassin’s Creed III schon mehr Bestellungen eingegangen seien als die gesamten Vorbestellungen von Assassin’s Creed: Brotherhood und zehnmal so viele wie bei Assassin’s Creed: Revelations in einem vergleichbaren Zeitraum.

## Ableger
Mit Assassin’s Creed III: Liberation wurde auf der E3 2012 ein Ableger für PlayStation Vita angekündigt. Der Titel spielt ebenfalls während der amerikanischen Revolution in New Orleans; Hauptfigur ist mit der französisch-afrikanischen Assassinin Aveline erstmals in der Serie eine Frau.

## Nachfolger
Am 8. Februar 2013 kündigte Ubisoft-Chef Yves Guillemot einen Nachfolger an, der keine Fortsetzung der Assassin's-Creed-3-Thematik darstelle. Stattdessen plane Ubisoft mit einem neuen Entwicklerteam ein „ganz neues Spiel“. Er wurde schließlich unter dem Titel Assassin’s Creed IV: Black Flag im Oktober 2013 veröffentlicht.